# Medina Sidonia
Medina Sidonia, también Medinasidonia o Medina-Sidonia, es un municipio y una ciudad española de la provincia de Cádiz, en la comunidad autónoma de Andalucía. Pertenece a la comarca de La Janda, de la que es su capital. 
Cuenta con una población de 11 764 habitantes (INE 2024). Se encuentra situada a una altitud de 337 m y a 45 km de Cádiz, capital de la provincia. En 2001 Medinasidonia fue declarada conjunto histórico-artístico y bien de interés cultural.

## Toponimia
La denominación actual, Medina Sidonia o Medinasidonia, se compone de dos palabras: Medina, del árabe al-madīna, que significa ‘la ciudad’, y Sidonia, del nombre propio Sidón; literalmente, «la ciudad de Sidón».

#### Gentilicio
El gentilicio para referirse a los naturales de Medinasidonia es asidonense, el cual proviene del latín Asidonensis, que hacía referencia a los habitantes de la antigua ciudad bética de Asido, que corresponde actualmente a Medinasidonia.

## Geografía
La montaña sobre la que se ubica se llama el cerro del Castillo, la cual constituye la mayor elevación de todo el tercio occidental de la provincia, desde las últimas estribaciones de la Sierra de Cádiz hasta la línea costera atlántica, lo que le permite ser divisada desde una parte importante de la provincia, ofreciendo, a la vez, la extraordinaria panorámica de la superficie provincial. Medinasidonia se orienta hacia la bahía de Cádiz, motivo por el cual se la conoce también como «el balcón de la Bahía».
Una pequeña parte del término municipal asidonense pertenece al parque natural de Los Alcornocales, una de las áreas más preciadas en cuanto a riqueza natural y paisajística se refiere de toda Andalucía. El término acoge además gran parte del recorrido del corredor verde de las dos Bahías, que es una vía verde que une la bahía de Cádiz y la bahía de Algeciras.

### Localidades limítrofes
| Puerto Real             | Jerez de la Frontera | Paterna de Rivera                            |
| Chiclana de la Frontera |                      | Alcalá de los Gazules y Benalup-Casas Viejas |
| Vejer de la Frontera    | Tarifa y Los Barrios | Alcalá de los Gazules                        |

## Historia

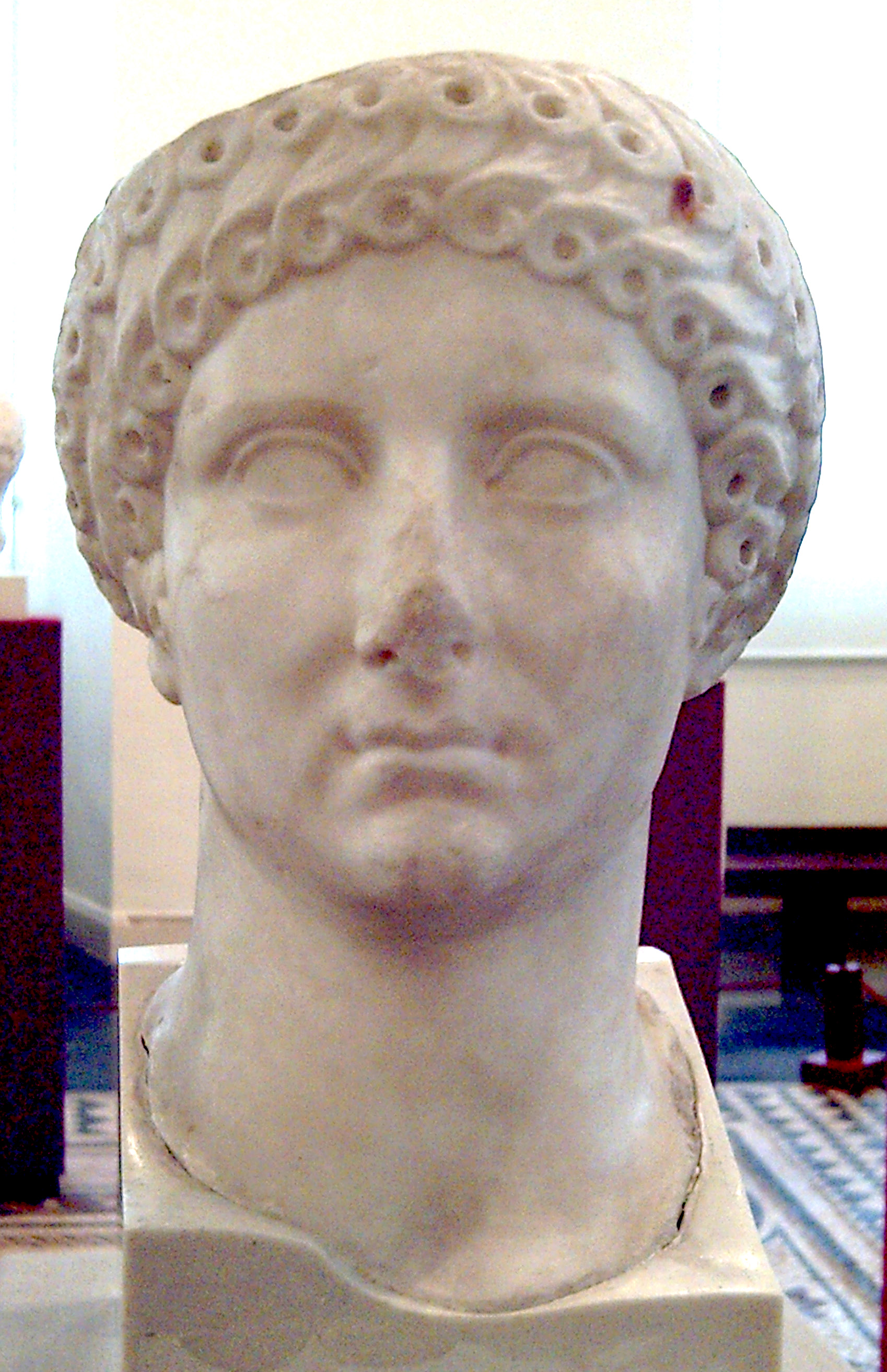
Busto de mármol de Agripina la Mayor

Los primeros asentamientos poblacionales en la zona de los cuales tenemos indicios, datan del Bronce Final atlántico. Se ha encontrado en el cerro de las Madres una gran cantidad de fragmentos de materiales cerámicos realizados a mano y algunos útiles líticos. Parece ser que estos habitantes estaban en relación con la cultura tartésica.
Aunque tradicionalmente se tiene la creencia de la llegada de colonos fenicios procedentes de Sidón, que fundaron un municipio con el mismo nombre que el de su ciudad de procedencia sobre la base de la ocupación indígena anterior, no hay argumentos históricos sólidos para ello[cita requerida]. Es solo una hipótesis [cita requerida] basada en la semejanza del topónimo con la denominación de Sidón.
En el siglo III a. C. los romanos ocuparon todo el territorio peninsular, anteriormente en manos de los cartagineses. En torno al siglo I se construyó un nuevo núcleo urbano que ocupó todo el espacio de lo que hoy es el conjunto histórico. Por concesión del césar Augusto, la ciudad promocionó su anterior estatus municipal y se convirtió en colonia con derecho romano (en latín, civitas optimo iure). Era conocida por el nombre de Asido (heredera de nombre turdetano), Caesarina, o, de forma completa, como Asido Caesarina Augusta. Estaba situada en la provincia ulterior de Bética y pertenecía al convento jurídico Hispalensis, con capital en Hispalis.
En la Hispania visigoda fue capital de provincia y también sede episcopal de la Iglesia católica, entonces conocida como Asidona, sufragánea de la archidiócesis de Sevilla que comprendía la antigua provincia romana de Bética en la diócesis de Hispania.
En el año 712 la ciudad fue conquistada por Musa ibn Nusair, general del Califato omeya, a comienzos de la conquista musulmana de la península ibérica. Fue capital de la cora musulmana denominada la cora de Sidonia hasta el saqueo normando de la ciudad. Alfonso X el Sabio conquistó la ciudad el 22 de septiembre de 1264, pasando a ocupar la línea fronteriza contra el Reino nazarí de Granada, motivo por el cual aparece en algún documento medieval con la denominación de la Frontera.

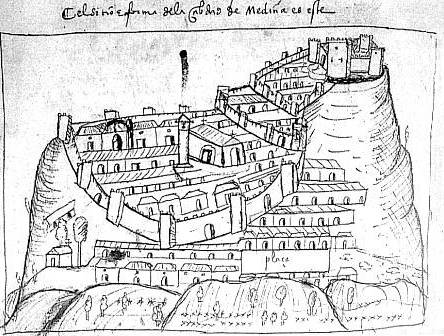
Dibujo de Medinasidonia de Pedro Barrantes Maldonado

Durante la Reconquista fue sede de varias órdenes militares. Entre ellas destacan la Orden de Santiago y la Orden de Santa María.
En 1440 entró a formar parte del señorío de los duques de Medina Sidonia.
En el siglo XIX, como gran parte de la Andalucía rural, tienen lugar movimientos campesinos.

### Títulos y emblemas
- Título de Muy noble y muy leal: Dado por el rey Felipe IV en 1661, como reconocimiento a la participación de los vecinos de Medinasidonia en el intento de recuperación de Portugal para la Corona española.
- Título de ciudad: Dado por el rey Enrique IV en 1472, a petición del duque de Medina Sidonia, en atención a los buenos servicios prestados por la hasta entonces villa en la lucha contra los moros.
- Tratamiento: Hasta el siglo XIX e inicios del siglo XX se le da en los documentos tratamiento de Ilustrísimo Ayuntamiento de Medina Sidonia, modificándose con posterioridad por el de Excelentísimo.

## Núcleos urbanos

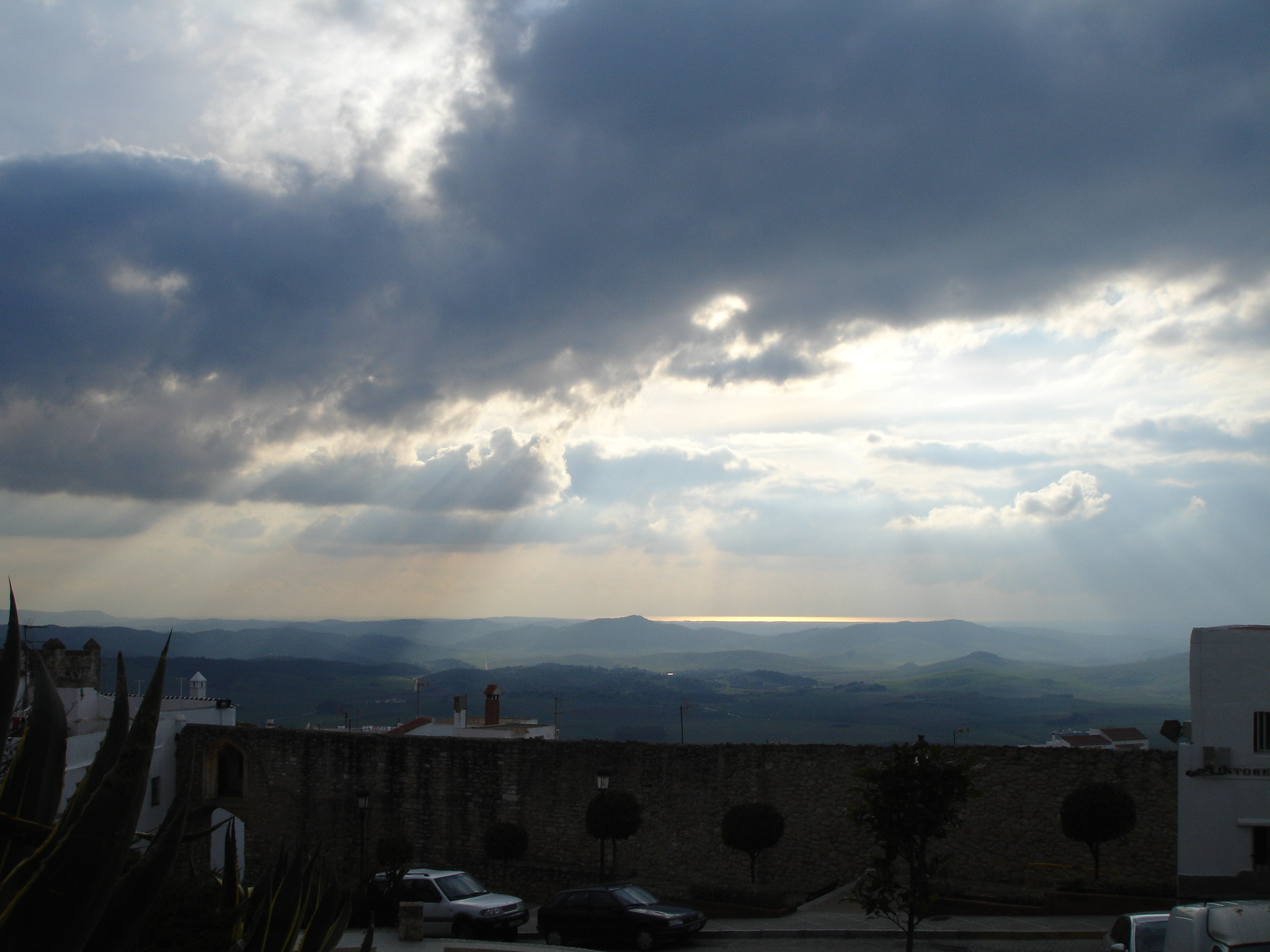
Vista desde Medinasidonia

El término municipal asidonense se encuentra dividido en tres núcleos:
- Centro urbano de Medinasidonia
- San José de Malcocinado[12]
- Los Badalejos[13]
- El Berrueco[14]

### Barrios
- Santa María
- Santiago
- Santa Catalina
- San Juan de Dios
- Juan XXIII
- Constitución
- La Paz
- Blas Infante
- Manuel de Falla
- La Azocarrem
- Prado de la Feria
- Huerto de Carlos III
- Mirador de la Bahía

## Demografía
Medina-Sidonia cuenta con una población de 11 764 habitantes (INE 2024).
| Gráfica de evolución demográfica de Medina-Sidonia entre 1842 y 2021 |
| |
| Población de derecho según los censos de población del INE Población de hecho según los censos de población del INEEntre el censo de 1991 y el anterior, disminuye el término del municipio porque independiza a Benalup por Dto.63/1991 de 20 de marzo. |

## Comunicaciones
Medinasidonia cuenta con tres carreteras que sirven de acceso o subida a la ciudad:

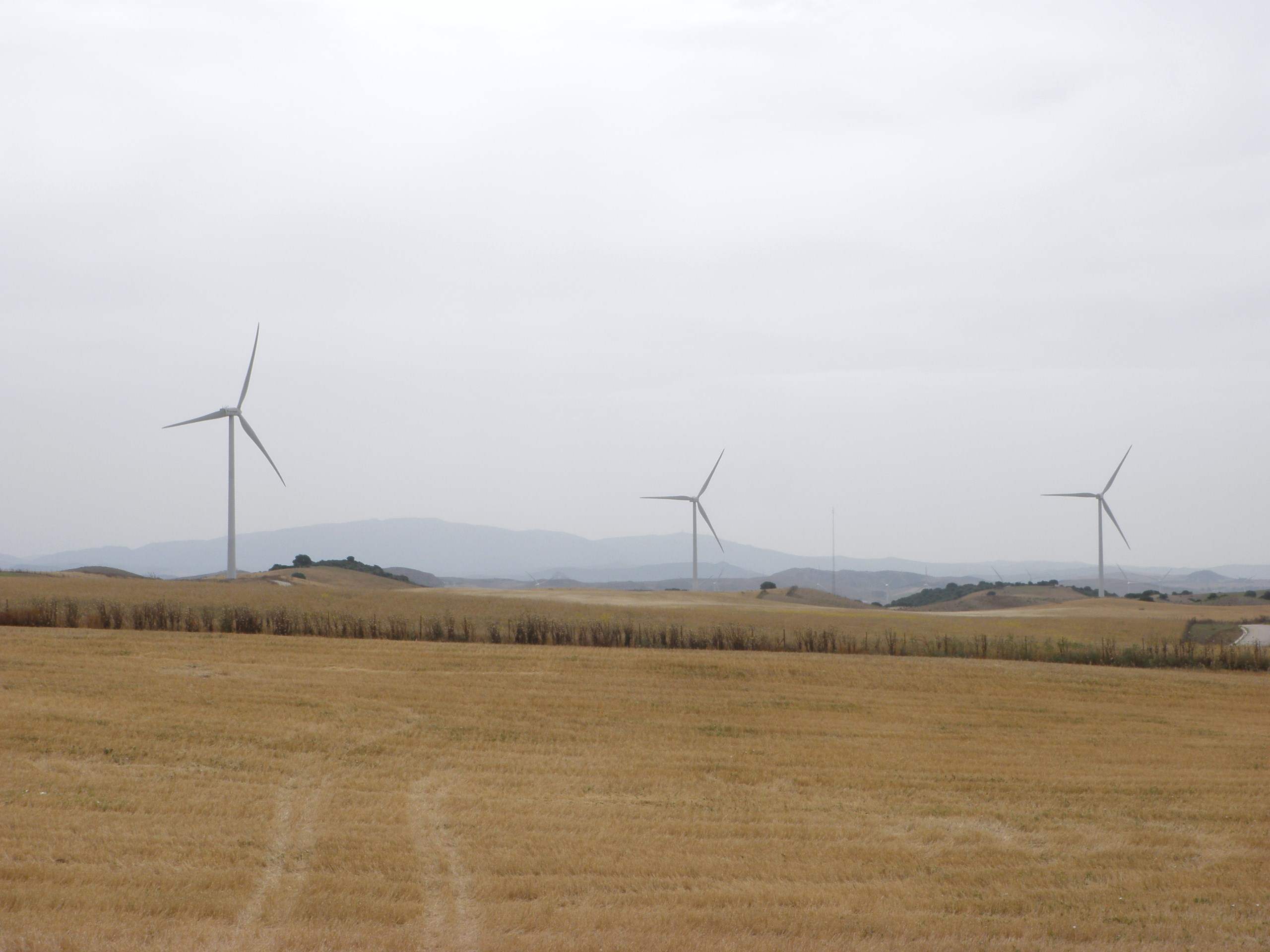
Parque eólico

- La subida oeste (CA-202), conocida como la cuesta del Carbón, comunica la ciudad con la carretera A-390 (Medinasidonia–Chiclana de la Frontera). Siguiendo la A-390, tras 16 km, se puede enlazar con la autovía de la Costa de la Luz (A-48). Como alternativa a la CA-202, se puede subir a Medinasidonia a través del histórico camino conocido como la Calzada.

- La subida sur (CA-203), conocida como la cuesta de la Viuda, comunica la ciudad con la carretera A-396 (Medinasidonia–Vejer de la Frontera). Siguiendo la A-396, tras 6 km, se encuentra el cruce con la A-222 que da acceso a Benalup-Casas Viejas, pasando antes por los núcleos rurales de Los Badalejos y San José de Malcocinado. Si se continúa por la A-396, tras 23 km, enlazaremos con la autovía de la Costa de la Luz.

- La subida norte (A-389), conocida como la cuesta del Tío Papa, comunica Medinasidonia con la autovía de Jerez de la Frontera a Los Barrios (A-381). Siguiendo la carretera A-389 se llega también a Arcos de la Frontera.

Desde abril de 2007, Medinasidonia forma parte del Consorcio de Transportes de la Bahía de Cádiz. Las estaciones ferroviarias más cercanas son la estación de San Fernando-Bahía Sur (20 min) y la estación de Jerez de la Frontera (30 min), desde las cuales se puede acceder a trenes de Cercanías Cádiz, de Renfe Media Distancia y de largo recorrido.

## Economía

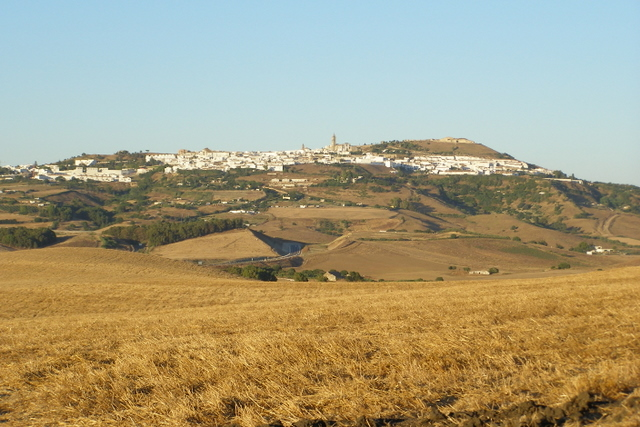
Medina Sidonia

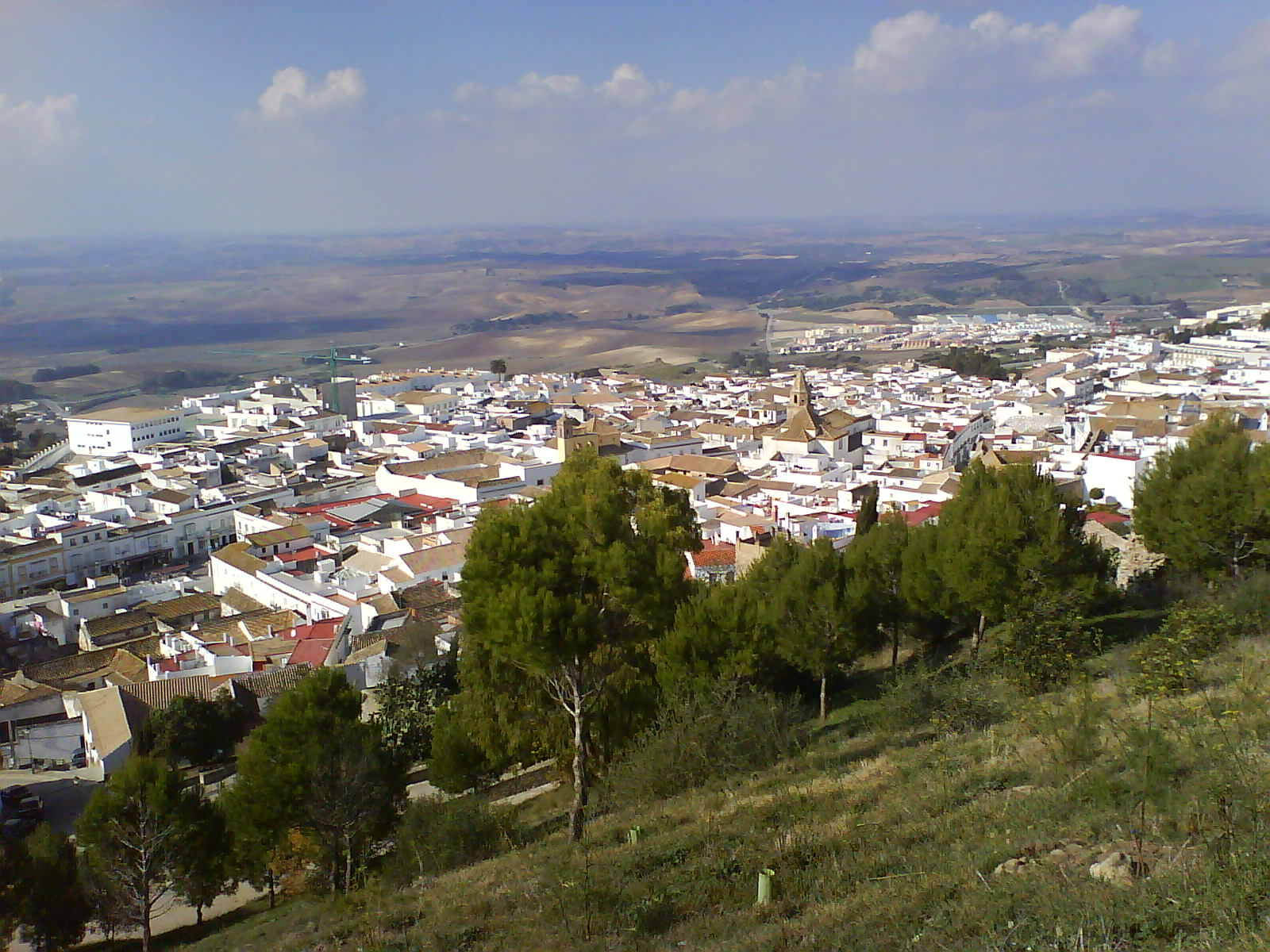
Vistas de Medina Sidonia

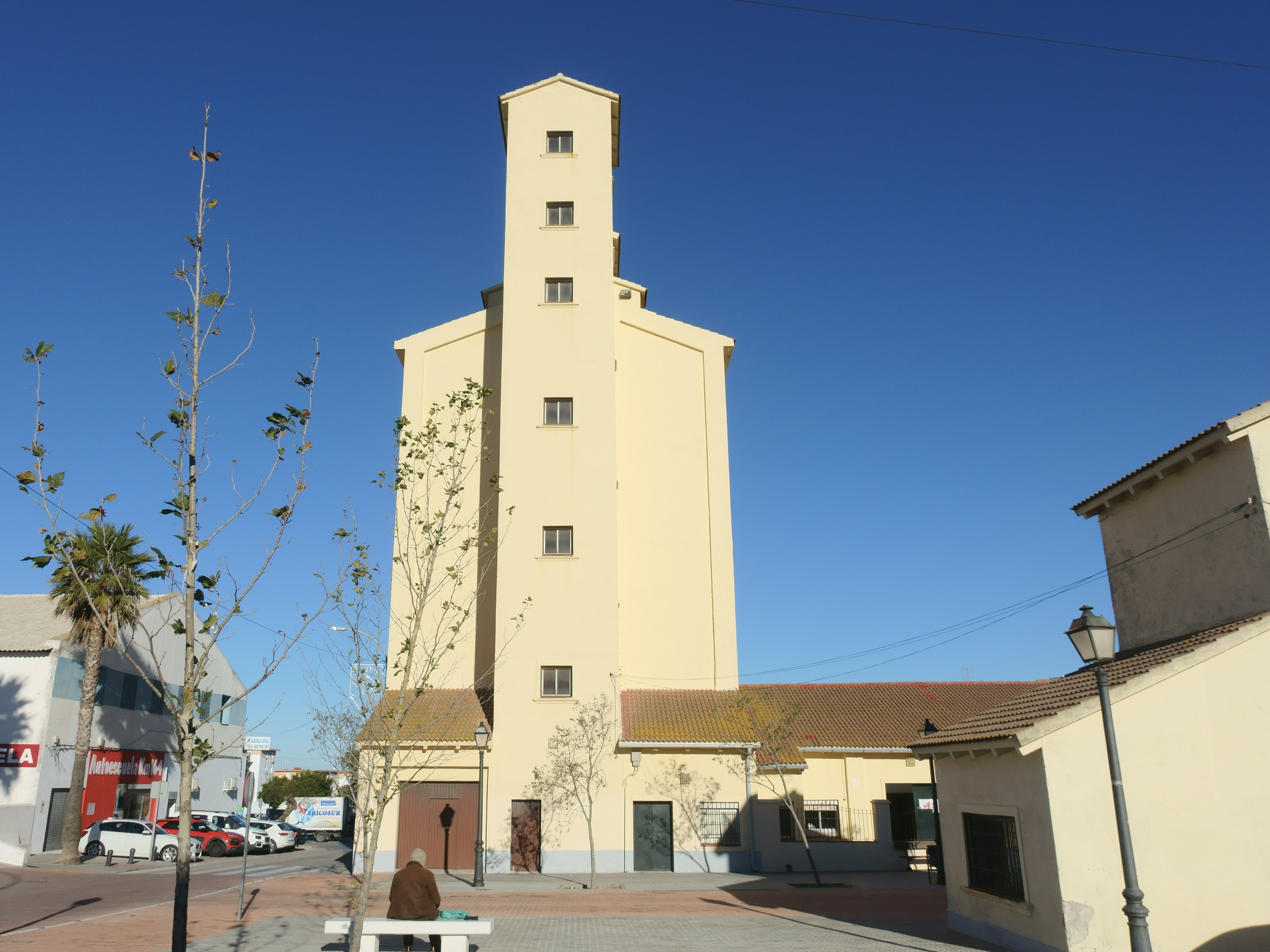
Antiguo silo de cereales

La economía asidonense ha estado formada durante un largo período por la agricultura y la ganadería. Aunque esta rama aún perdura en menor grado, la mayoría de los jornaleros han abandonado el trabajo en el campo y se han pasado a la construcción, sector que hoy prolifera por todas las zonas turísticas. Desde finales del siglo XX, Medinasidonia empieza a vivir fundamentalmente del turismo y de su industria de dulces, de la que exporta a toda la provincia.
El crecimiento del turismo en la población asidonense es fruto de la combinación de varios factores. Medinasidonia se encuentra situada en el centro geográfico de la provincia de Cádiz, un lugar estratégico que le permite acceder fácilmente a la costa, el campo o la sierra. Son dos los parques naturales que se encuentran a pocos minutos del municipio: el parque natural de la Bahía de Cádiz y el parque natural de Los Alcornocales.
En lo que se refiere al sector de la hostelería, la ciudad cuenta con un amplio abanico de casas rurales repartidas por distintos puntos del casco histórico. Casas palaciegas, casas de estilo árabe, todas ellas reformadas y adecuadas para su uso residencial, y que son una muestra de la arquitectura clásica andaluza. El primer establecimiento hotelero, inaugurado el 30 de abril de 1993, marcó el principio de una nueva etapa turística para el municipio asidonense. Su creador, don Manuel Pavón Sánchez, nacido en Medina Sdonia, volvió a su tierra natal, tras varias décadas residiendo en Madrid y construyó el Hotel Medina Park,  referente turístico para la comarca por su situación estratégica en plena naturaleza. El 14 de septiembre de 2007 se inauguró el primer hotel de cuatro estrellas de la ciudad, el Hotel-Spa Al-Medina Sidonia Golf, el cual cerró sus puertas por la mala gestión de sus propietarios. 
El otro gran atractivo turístico que posee la ciudad es el vasto legado histórico que se esconde entre sus calles. Todas y cada una de las civilizaciones que han pasado por sus tierras han dejado, en menor o mayor medida, su huella en la ciudad. Medina Sdonia cuenta con una importante densidad de monumentos de un gran valor histórico, arqueológico y artístico. Son de especial importancia los monumentos del período romano que corresponden con la antigua Asido Cesaerina, así como también todos aquellos que pertenecen al período andalusí. El casco histórico de la ciudad fue declarado bien de interés cultural el 13 de noviembre de 2001, lo cual no ha impedido que la ciudad se beneficie de un adecuado crecimiento urbanístico.
En lo que se refiere a la industria del dulce en Medinasidonia, se dice que llegó a ser la capital repostera del mundo árabe. De entre los productos más típicos se pueden destacar los amarguillos, las tortas pardas o los pestiños, que se producen y consumen durante todo el año. Sin embargo, el producto más famoso y emblemático de la ciudad es el típico alfajor de Medinasidonia (IGP), uno de los 8 productos con cuentan con una indicación geográfica protegida en Andalucía.
La actividad empresarial de Medina Sidonia y, en general, de la comarca de La Janda, se verá impulsada por la puesta a disposición de su tejido industrial de un gran parque empresarial denominado El Machorro. Las obras de urbanización comenzaron en abril de 2008, con un plazo de ejecución de 18 meses, y tienen un presupuesto de 12,7 millones de euros. El proyecto contempla el desarrollo de un recinto productivo de 74,8 ha de las que se obtendrán 203 parcelas y que se ejecutará en dos fases. En primer lugar se aborda la urbanización de 33,7 ha, la segunda fase la componen unos terrenos adyacentes de 41,10 ha. El parque se encuentra perfectamente comunicado con la carretera A-2234, la A-390 y la A-381.

## Política
| Periodo   | Nombre                                                  | Partido |
| --------- | ------------------------------------------------------- | ------- |
| 1979-1983 | Julio Moreno Diaz (hasta 1981) Agustín de la Flor Ramos | PSOE    |
| 1983-1987 | Agustín de la Flor Ramos                                | PSOE    |
| 1987-1991 | Juan María Cornejo                                      | PSOE    |
| 1991-1995 | Juan María Cornejo                                      | PSOE    |
| 1995-1999 | Mariano Maestu González                                 | PSOE    |
| 1999-2003 | Mariano Maestu González                                 | PSOE    |
| 2003-2007 | Francisco Carrera Castillo                              | PSOE    |
| 2007-2011 | Francisco Carrera Castillo                              | PSOE    |
| 2011-2015 | Francisco Carrera Castillo                              | PSOE    |
| 2015-2019 | Manuel Fernando Macías Herrera                          | IULV-CA |
| 2019-2023 | Manuel Fernando Macías Herrera                          | IULV-CA |
| 2023-act. | José Manuel Ruiz Alvarado                               | IULV-CA |

### Evolución de la deuda viva municipal
| Gráfica de evolución de la deuda viva del Ayuntamiento de Medinasidonia entre 2008 y 2019                                          |
| |
| Deuda viva del Ayuntamiento de Medinasidonia en miles de euros según datos del Ministerio de Hacienda y Administraciones Públicas. |

## Cultura

### Museos
- Museo Arqueológico de Medina Sidonia: se encuentra situado sobre el conjunto arqueológico romano en el barrio de Santiago.
- Museo Etnográfico de Medina Sidonia

### Monumentos

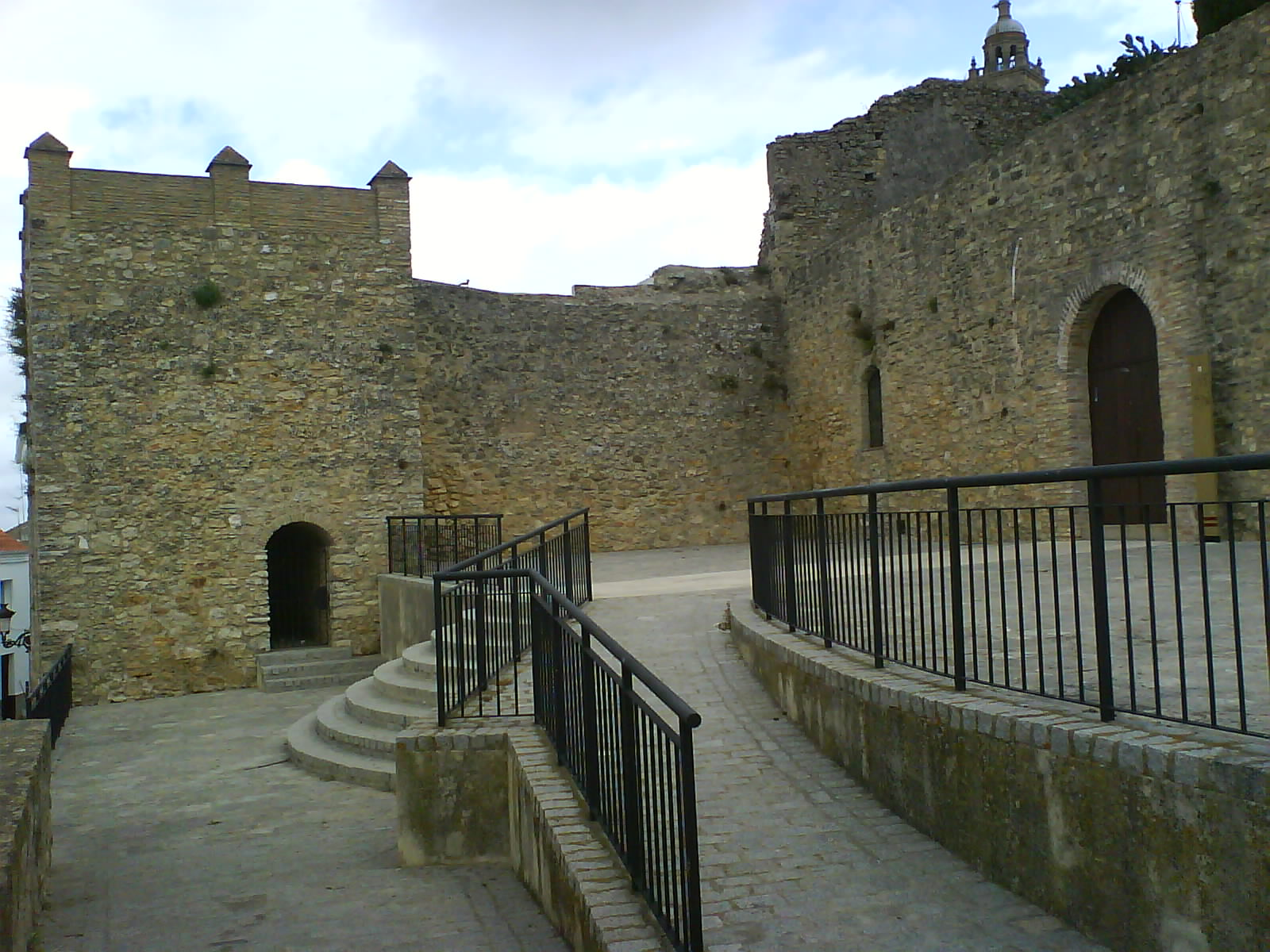
Caballerizas del Duque

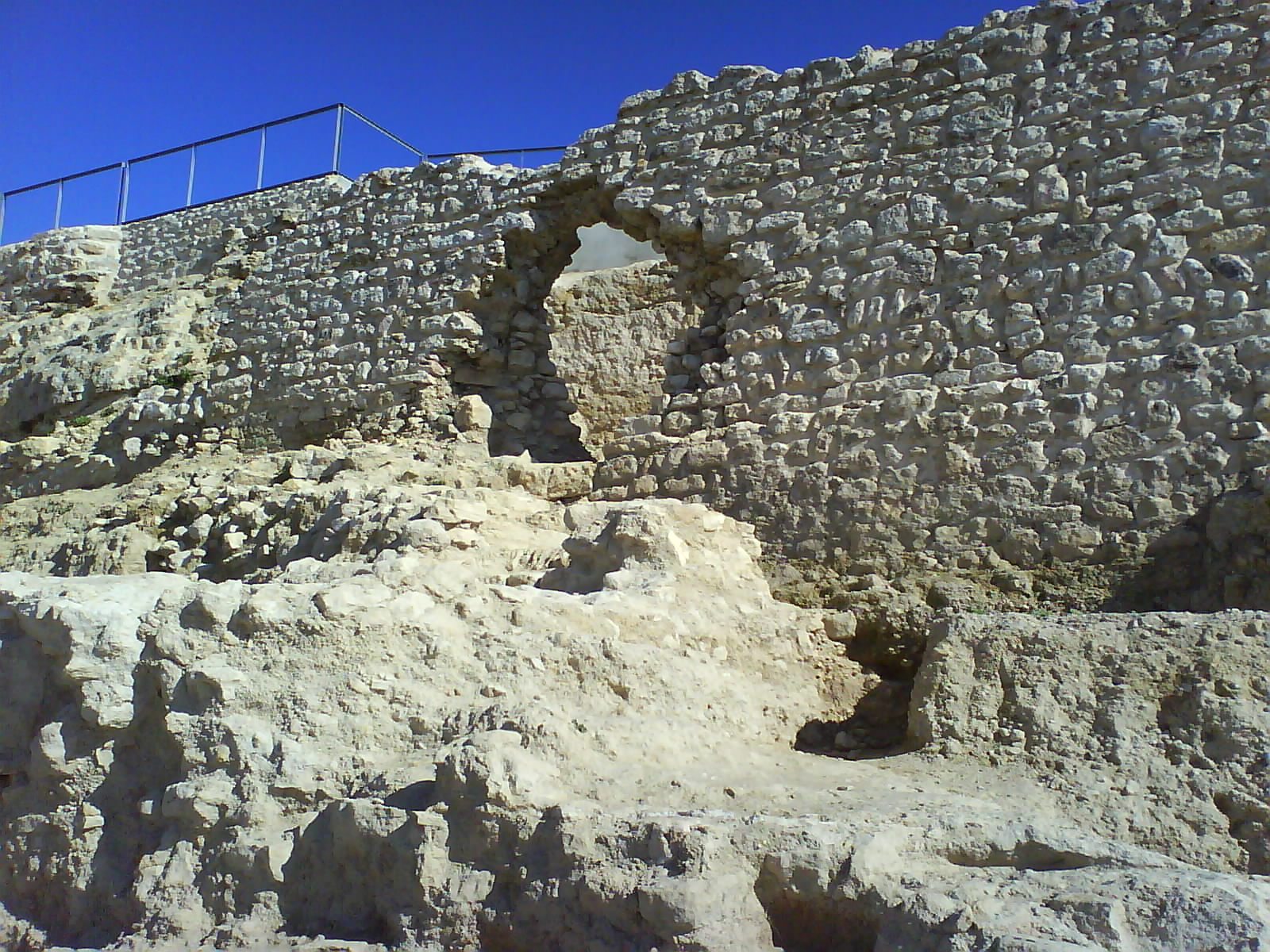
Castillo de Medinasidonia

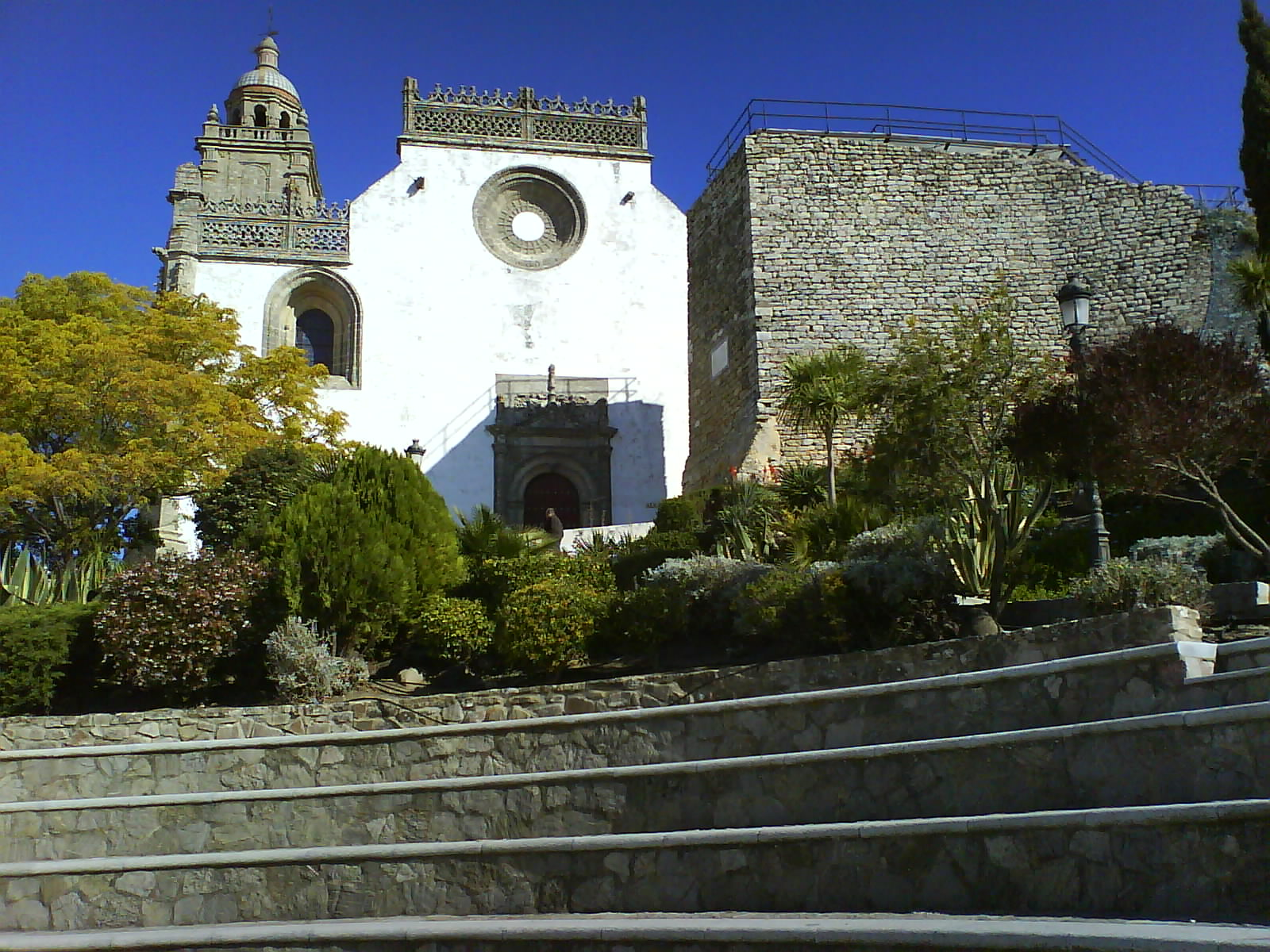
La iglesia de Santa María la Coronada

#### Monumentos civiles
- Conjunto Arqueológico Romano (siglo I)
  - Conducciones de agua y cloacas
  - Puentes romanos:
    - Puente de la Hoya
    - Puente de los Tres Ojos

  - Calzada romana
- Ayuntamiento (siglo XVI)
- La Alameda (siglo XVI)
- Plaza de Abastos (1871)
- Teatro Municipal Miguel Mihura Álvarez (antiguo Teatro Thebussem)
- Caballerizas del Duque (siglo XVI)
- Torre de Doña Blanca de Borbón (siglo XIV)
- Fuentes:
  - Fuente Salada
  - Fuente Grande
  - Fuente del Comendador (Fuente Chica)
  - Fuente de la Azocarrem
  - Fuente de los Naranjos
  - Fuente de la Canaleja

#### Monumentos militares
- Castillo de Medina Sidonia (siglo XIII-siglo XV)
  - Ruinas del castellum romano
  - Ruinas del castillo árabe
  - Ruinas del castillo medieval
- Castillo de Torrestrella (siglo XIII)
- Recinto amurallado
  - Arco de la Pastora
  - Arco de Belén
  - Puerta del Sol

#### Monumentos religiosos
- Iglesia Mayor de Santa María la Coronada (siglo XV-siglo XVII)
- Iglesia de la Victoria (siglo XVII)
- Iglesia de Santiago (siglo XVI)
- Iglesia de San Juan de Dios (siglo XVI)

- Iglesia de San Agustín, parcialmente derrumbada[20]
- Iglesia del Amor de Dios
- Convento de San Cristóbal (conocido como Monjas de abajo)
- Convento de Jesús, María y José (conocido como Monjas de arriba)
- Ermita de Santa Ana
- Ermita de los Santos Mártires (visigoda del siglo VII)
- Ermita del Cristo de la Sangre (siglo XV)
- Monasterio del Cuervo (siglo XVIII-siglo XIX)

| Ermita de San Sebastián (Hospital)     | Iglesia de San Juan de Dios      | Normal              |
| Ermita de San Cristóbal (Convento)     | Ermita del Cristo de la Sangre   | Abandono / Derrumbe |
| Ermita de los Santos Mártires          | Ermita de los Santos Mártires    | Muy deteriorado     |
| Ermita de Santa Catalina               | Archivo Histórico Municipal      | Restaurado          |
| Ermita del Amor de Dios (Hospital)     | Asilo e iglesia del Amor de Dios | Restaurado          |
| Ermita del Espíritu Santo              | -                                | Desaparecido        |
| Ermita de la Caridad                   | -                                | Desaparecido        |
| Ermita de la Veracruz                  | -                                | Desaparecido        |
| Ermita de San Isidro                   | -                                | Desaparecido        |
| Ermita de San Francisco (Convento)     | Teatro Thebussem                 | Restaurado          |
| Ermita de Ntra. Sra. de la Consolación | Convento de Jesús, María y José  | Normal              |
| Ermita de Santa Ana                    | Ermita de Santa Ana              | Abandono / Derrumbe |

### Fiestas

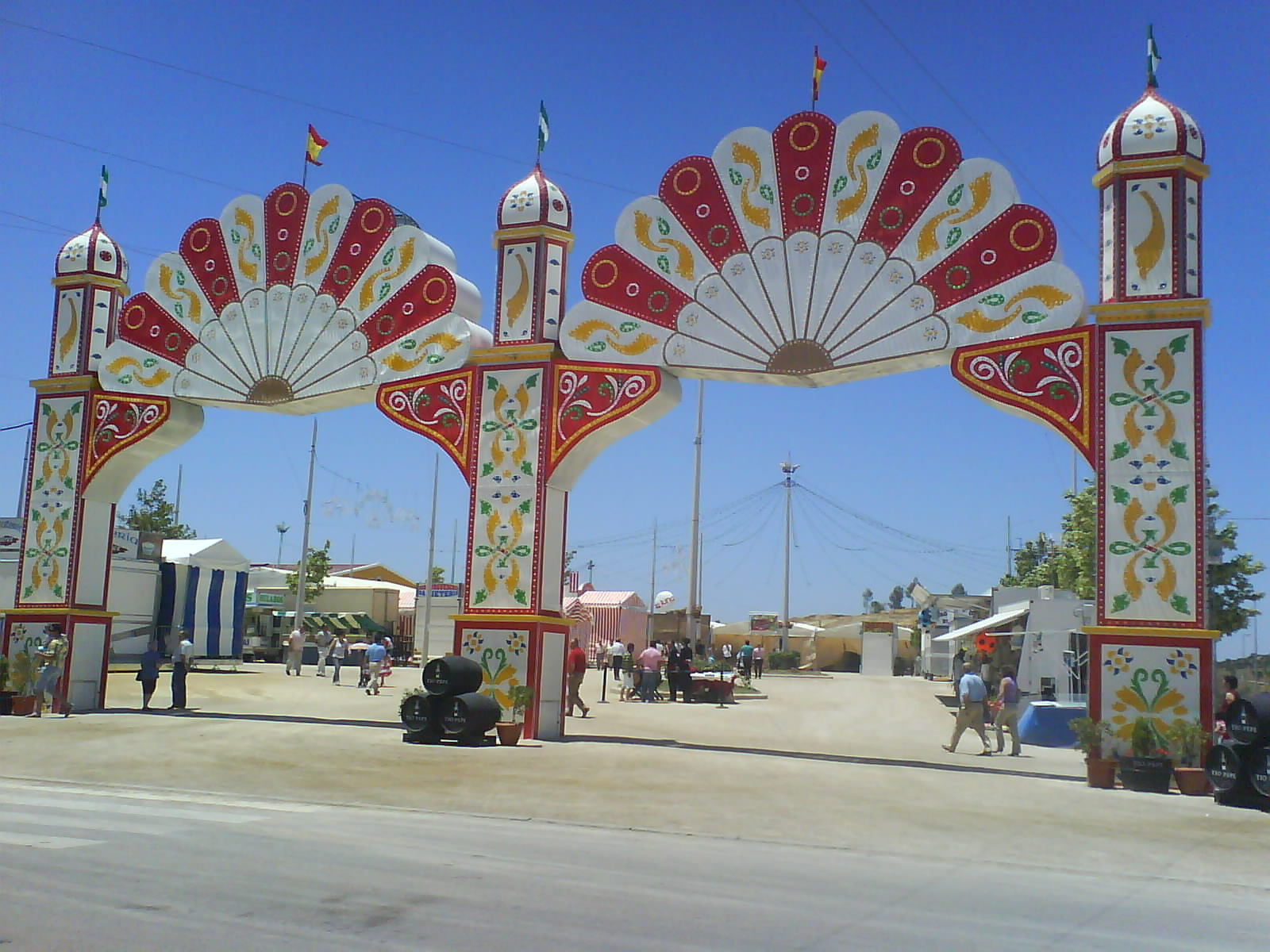
Portada de la Feria y Fiestas de Medina Sidonia 2008

- Feria del ganado vacuno y caballar (junio): es una de las más antiguas ferias de ganado de Andalucía (siglo XIII).
  - Equisidonia: concurso de caballos pura raza española.
  - Bovisidonia: concurso de ganado vacuno.

- Fiesta patronal (24 de enero): en honor a Nuestra Señora de la Paz. La imagen de la Virgen (1738) ostenta el título de patrona de Medinasidonia desde 1802, aunque es venerada desde hace mucho más tiempo (siglo XVIII). Su sede se encuentra en la iglesia de Santa María la Coronada y posee una hermandad en su nombre. Se celebra una novena, a donde la gente acude a presentar ante la Virgen los niños nacidos en el año. Cada día se celebra un culto diferente: a las familias, a los catequistas, a los jóvenes, etc. El día 27 de enero se celebra la función del voto, en la cual se renueva el voto como alcaldesa perpetua de la ciudad. La novena concluye con la santa misa presidida por el obispo de Cádiz y Ceuta.[23]

- Carnaval de Medinasidonia (febrero): Se celebran múltiples y variados eventos durante la semana de carnavales, como por ejemplo: pasacalles infantiles, piñatas, degustaciones gastronómicas, etc. Entre ellos destaca la quema de la Bruja Piti, acto típico en muchos municipios gaditanos. También tienen lugar la actuación de distintas agrupaciones pertenecientes al concurso de agrupaciones de Carnaval de Cádiz. Durante el fin de semana se celebra la Gran Cabalgata del Humor, que recorre toda la ciudad, partiendo desde el Pabellón Polideportivo y llegando hasta la Plaza de España. Tras la Cabalgata se puede disfrutar del Baile de Disfraces en la céntrica Plaza de España y la entrega de premios. Para el carnaval de 2008 la carpa destinada al baile, pregón y demás eventos carnavalescos se ha instalado en el Parque El Caminillo. Es una fiesta donde la participación del pueblo es muy numerosa. El Carnaval da comienzo con el Pregón el sábado por la noche en la carpa instalada en la céntrica Alameda donde se disfrutan de las actuaciones locales y gaditanas del falla. El domingo siguiente tiene lugar el pasacalles infantil por las calles del centro, animado por charangas, muñecos Disney...Durante toda la semana hay pasacalles de los distintos colegios, tanto por la mañana como por la tarde.El Miércoles de Ceniza es un día esperado, ya que tiene lugar la quema de tradicional Bruja Piti(anunciadora del Cartel del Carnaval 2010) y el espectáculo de fuegos artificiales. Desde el viernes hay distintas actividades en la Carpa: talleres, fiestas para jóvenes, grupos musicales, payasos, etc. El sábado tiene lugar desde el pabellón polideportivo hasta la Alameda la gran cabalgata del humor, que cuenta aproximadamente con ocho carrozas, animación y un sinfín de grupos con los disfraces más variados y el humor más gaditano. Tras la cabalgata tiene lugar la entrega de premios y el Gran Baile de Disfraces. Al día siguiente podemos disfrutar de los primeros premios de grupos por las calles, los grupos (chirigotas, comparsas, cuartetos...)cantando por las callejuelas o los bares. También tenemos una cita en el Barrio de Santa María, donde en la Plaza del Llanete tienen lugar actuaciones carnavaleras, la tradicional cucaña, en sí, un barrio donde se vive el Carnaval muy fuerte y el arte está presente en sus calles. Por la tarde tenemos las actuaciones en la Carpa de numerosas agrupaciones, sobre todo primeros premios del Concurso del Falla y de las agrupaciones locales, dando por finalizado el Carnaval asidonense, durando las actuaciones hasta altas horas de la tarde-noche.

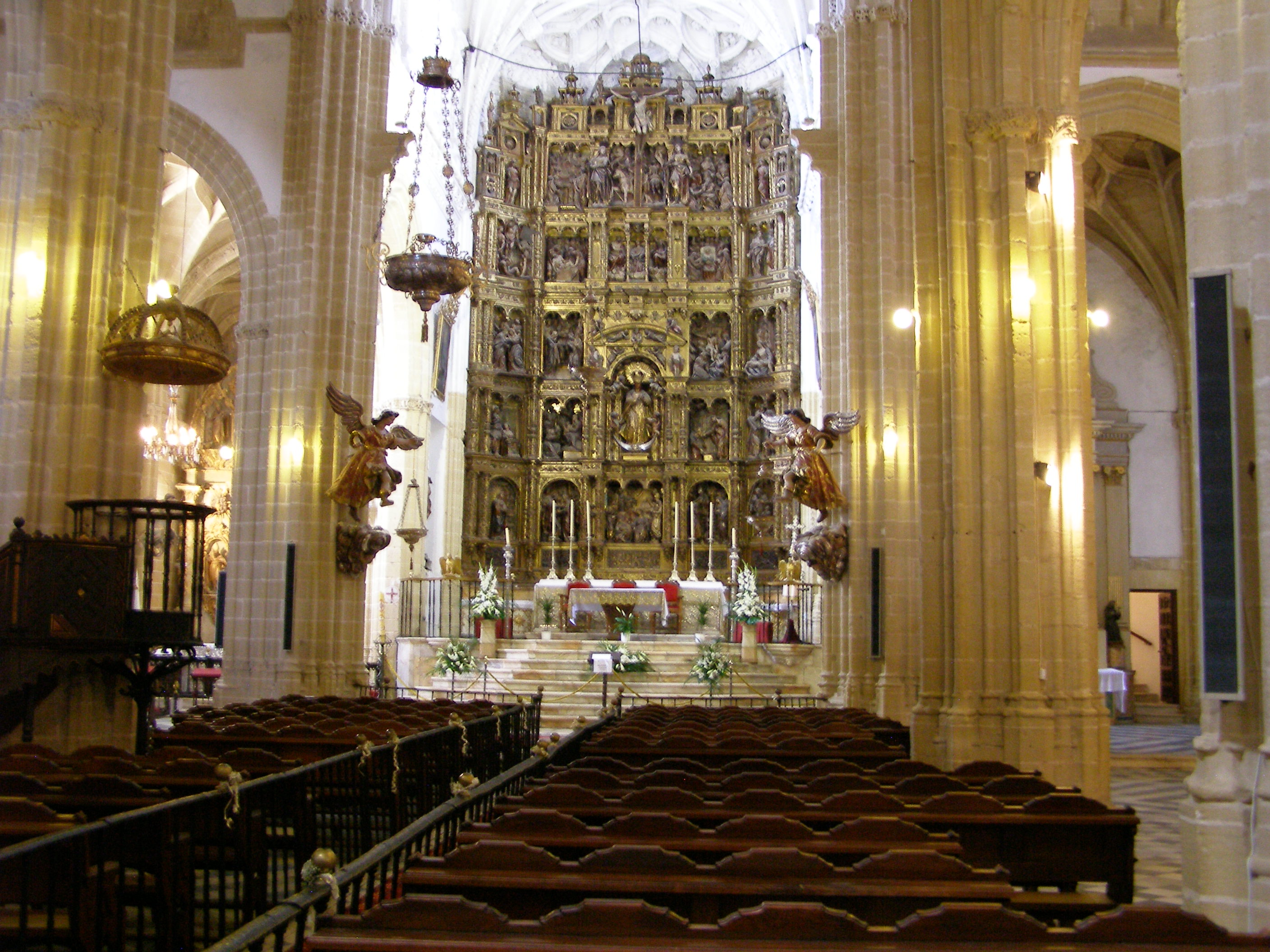
Retablo

- Semana Santa: Se trata de una celebración muy arraigada a la cultura asidonense. Destaca la valiosa imaginería de la que dispone, con obras tan importantes como el Cristo del Perdón (siglo XVII) perteneciente al escultor Pedro Roldán. De entre las salidas procesionales, sobresale la del Nazareno (imagen fechada en 1616) de la Iglesia de Santiago, que en 2012 cumplirá su IV centenario. También destaca la salida procesional de Ntro. Padre Jesús de la Columna que es cargado por una cuadrilla de mujeres costaleras y es la imagen más antigua de cuantas procesionan por las calles de Medina.

- Corpus Christi (junio): Salida procesional de la custodia de plata (siglo XVI) y del paso de Nuestra Señora de la Paz. En el cortejo procesional van los niños que han realizado su Primera comunión y por todo el suelo de las calles del recorrido hay arrojado romero. Los balcones se engalanan con mantillas y mantos y se confeccionan alfombras de sales de colores en las calles principales.

- Procesiones de Gloria:
  - Salida de Ntra. Sra. del Carmen (16 de julio)
  - Salida de Ntra. Sra. de la Victoria (15 de agosto)

- Velada de Santiago (25 de julio)
- Romería de San Isidro Labrador (mayo): en el núcleo rural de San José de Malcocinado.
- Romería de San Fermín (julio): en el núcleo rural de Los Badalejos.

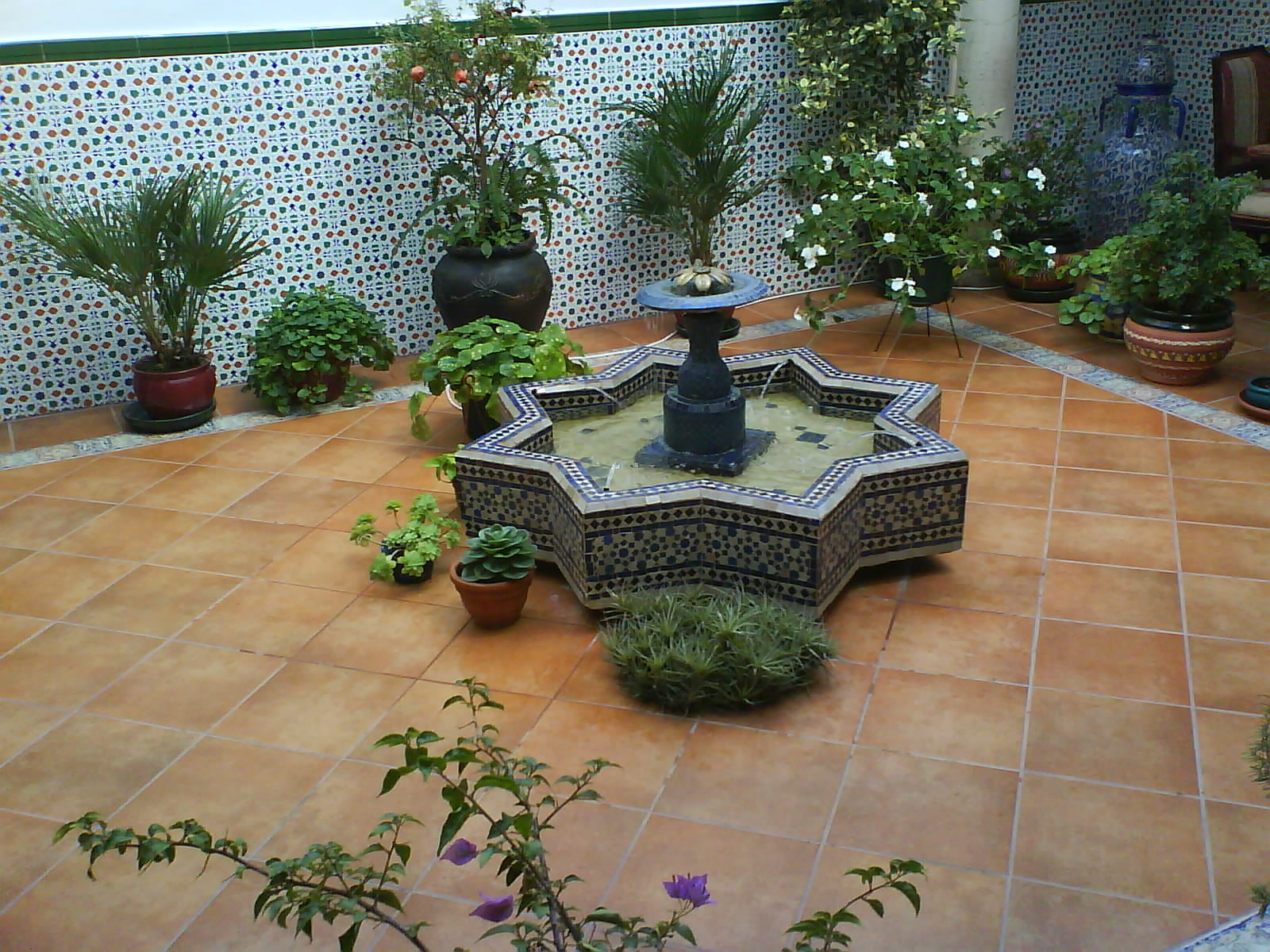
Patio asidonense

- Jornadas de Puertas Abiertas (diciembre): Su duración es de varios días, a principios del mes de diciembre coincidiendo con el día de la Constitución y con el día de la Inmaculada. Las jornadas se componen de la Ruta de los Monumentos, la Ruta de los Patios, y la Ruta de las Exposiciones. Además, durante las jornadas se instala un Mercado Artesanal en la Plaza de Abastos, lugar donde también se realiza la Buñuelada Navideña. Otras actividades que se realizan durante estos días son: teatros, conciertos, actividades infantiles, fiestas para los jóvenes, etc. En la Ruta de los Monumentos destacan las iglesias, los conventos, el Conjunto Arqueológico Romano y la Calzada Romana. En la III Edición (2007), como novedad, se abrió al público la visita a las ruinas del castillo de Medina Sidonia, en su primera fase de consolidación y puesta en valor. La visita guiada se acompañó con explicaciones sobre las actuaciones arqueológicas y los hallazgos realizados.[24] Con respecto a la Ruta de los Patios pueden visitarse cerca de 25 inmuebles particulares entre casas de vecinos asidonenses y patios de establecimientos hosteleros. En este paseo por los patios podremos encontrarnos con patios de Casas Señoriales, con el típico patio andaluz, con los patios de vecinos ornamentados hasta la saturación, con patios que son museos en sí mismos o con patios restaurados respetando hasta el más mínimo detalle para conservar su originalidad.

- ExpoMedina (diciembre): feria de muestras multisectorial.
- Belén Viviente (diciembre): Más de 600 figurantes, compuestos por vecinos de todas las edades, se encargan de dar vida con el mayor realismo posible a las 66 escenas que forman el Belén: el Nacimiento, el campamento de los Reyes Magos, la oficina de empadronamiento romano, talleres artesanos, campo de labranza, labores de pastoreo, mercaderes, barbería, carnicería, obradores, etc. Desde su IV edición (2007) el Belén se desarrolla a lo largo del barrio Santa María, por las calles y plazas más típicas del Conjunto Histórico-Artístico: calle San Francisco de Paula, la plaza del Llanete, la calle Bohórquez, la calle San José, la plaza de la Iglesia Mayor, la calle Vicario Martínez y la calle Victoria. El número de visitantes que reúne va en aumento cada año, llegando en la IV Edición a reunir entre 30.000 y 40.000 personas.[25] En su VI edición (2009), el recorrido se planteó en todo el Barrio de Santa María, dando comienzo en el milenario Arco de la Pastora, transcurriendo por la calle Muro, Plaza del Llanete de los Herederos, Siñigo, Correo, Alonso Picazo, Ntra. Sra de la Paz (Calle Ancha), la Plazuela, Convento de las Monjas de Arriba, Plaza Iglesia Santa María, Plaza Arco de Belén y, como puerta de cierre, el Arco de Belén. No obstante, y debido a un fuerte temporal que azotó la provincia de Cádiz durante esta fecha, el Belén tuvo que ser suspendido definitivamente.[26]
- Noches Blancas, con diversos espectáculos durante agosto.[27]

Durante el verano se celebran distintas fiestas como son: la fiesta del pimiento, la caracolá, la chicharroná, la fiesta del gazpacho, la quema del Juanillo, etc.

### Gastronomía

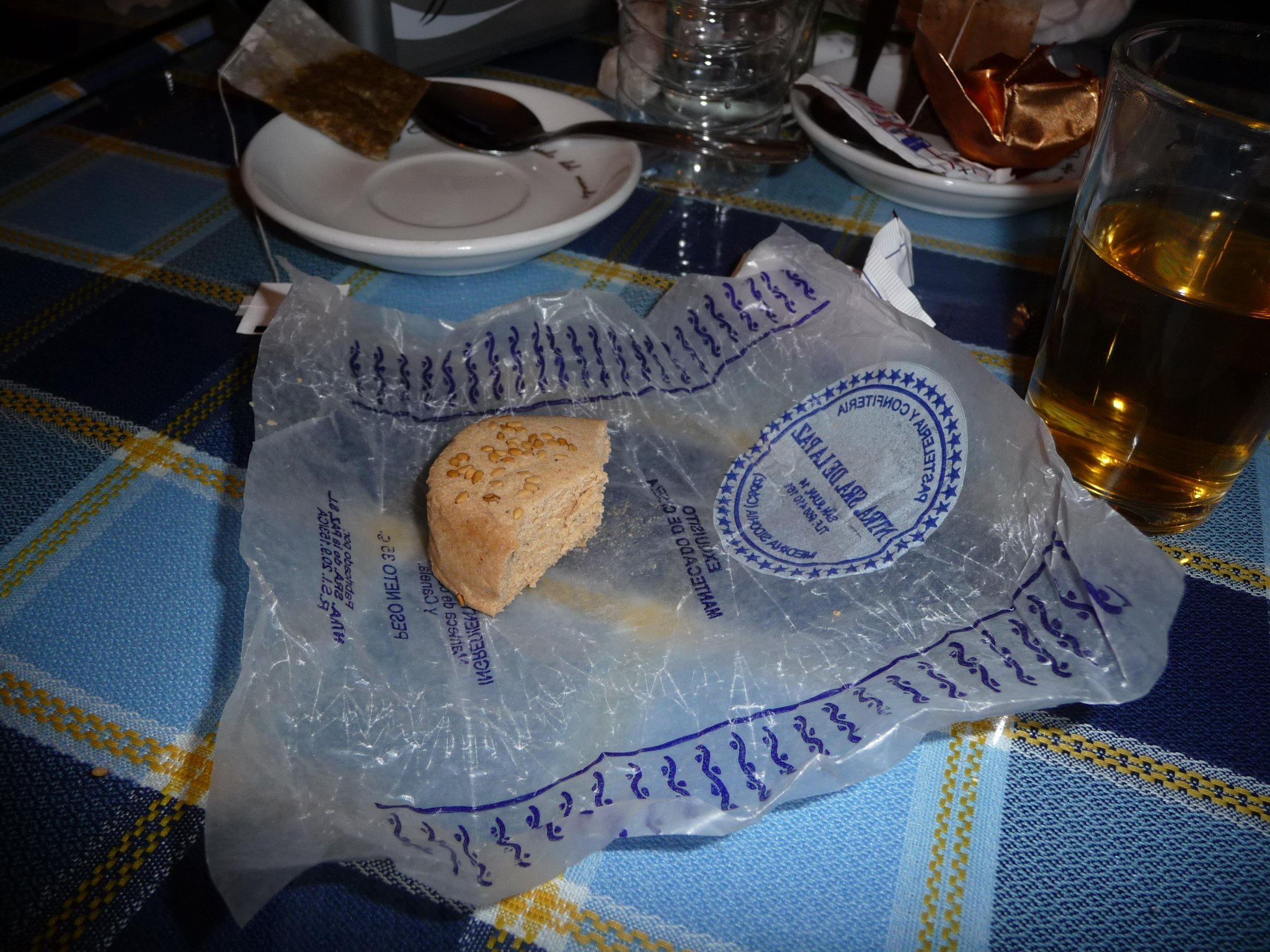
Mantecado de Medina

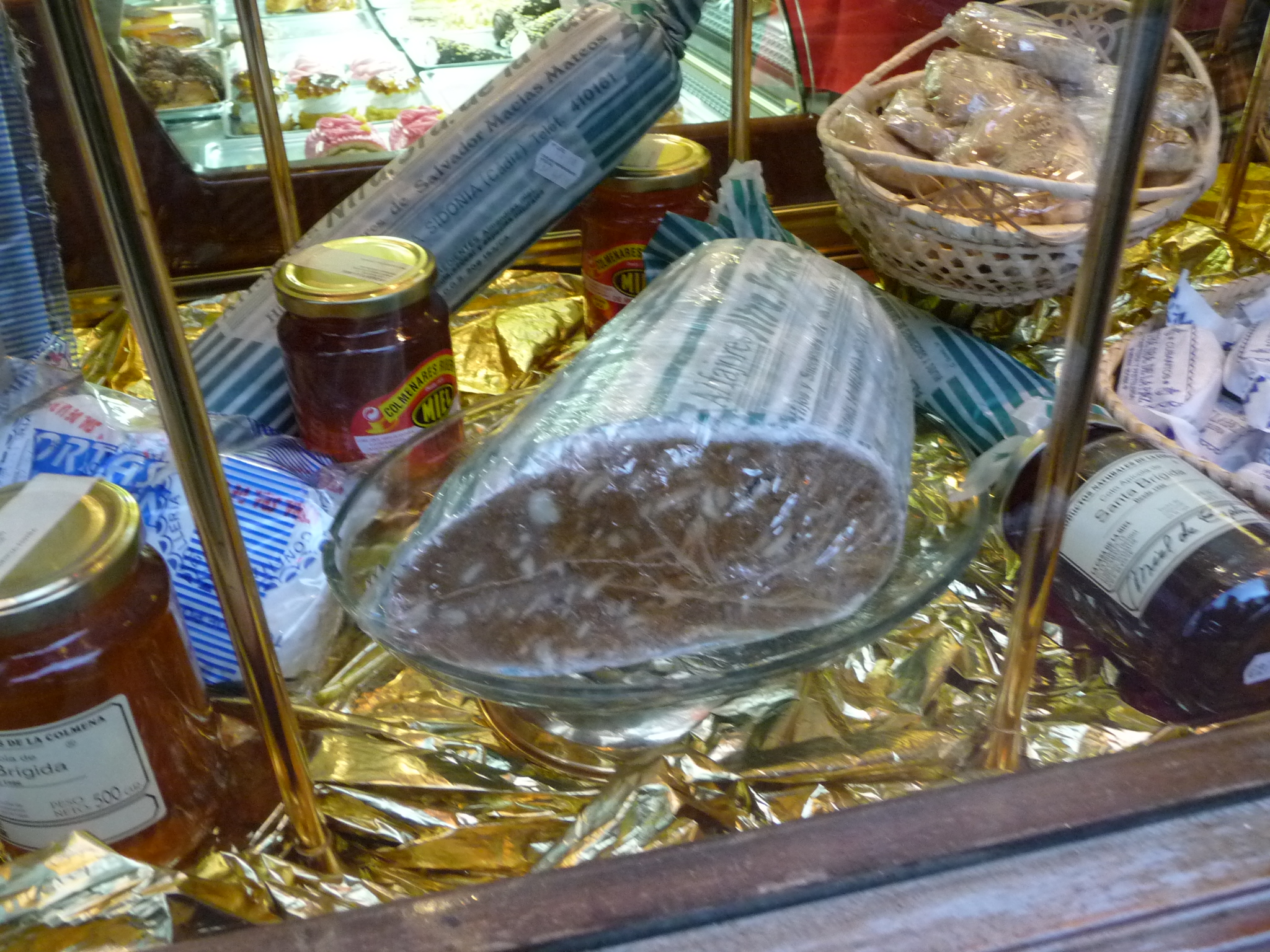
Alfajor de Medina

| Productos silvestres - Tagarnina - Espárragos - Caracoles - Cabrillas Productos del mar - Marisco - Pescado blanco - Pescado azul - Almejas - Mejillones - Calamares - Chocos | Carnes - Conejo - Liebre - Venado - Perdiz - Codorniz - Faisán - Jamón ibérico - Lomo - Carne de retinto - Rabo de toro - Ternera | Tapas - Chicharrones - Pescaíto frito - Papas aliñás - Piriñaca Guisos - Puchero - Guiso de berza. - Guiso de tagarninas. - Guiso de alcauciles. - Guiso de espárragos con arroz. |

### Repostería
- Alfajor
- Amarguillo
- Tortas pardas
- Turrón
- Piñonate
- Pestiños
- Yemas
- Mantecado
- Polvorón
- Roscos de Navidad